# Келінешть (Арджеш)
Келінешть, Келінешті (рум. Călinești) — село у повіті Арджеш в Румунії. Адміністративний центр комуни Келінешть.
Село розташоване на відстані 93 км на північний захід від Бухареста, 14 км на схід від Пітешть, 112 км на північний схід від Крайови, 102 км на південний захід від Брашова.

## Населення
За даними перепису населення 2002 року у селі проживали 1946 осіб.
Національний склад населення села:
| Національність | Кількість осіб | Відсоток |
| -------------- | -------------- | -------- |
| румуни         | 1939           | 99,6%    |
| цигани         | 6              | 0,3%     |

Рідною мовою назвали:
| Мова      | Кількість осіб | Відсоток |
| --------- | -------------- | -------- |
| румунська | 1940           | 99,7%    |
| циганська | 6              | 0,3%     |